# 多毛淺寄居蟹
多毛淺寄居蟹（学名：Paragiopagurus hirsutus），又名叢毛鞭刺寄居蟹，为擬寄居蟹科淺寄居蟹屬下的一个种。